# Michael Wilder
Michael Joseph Wilder (ur. 17 sierpnia 1962 w Filadelfii) – amerykański szachista, arcymistrz od 1988 roku.

## Kariera szachowa
W 1983 i 1985 reprezentował Stany Zjednoczone na drużynowych mistrzostwach świata studentów, w 1985 zdobywając wspólnie z drużyną srebrny medal. W 1986 podzielił II m. (za Larrym Christiansenem, wspólnie z Borysem Spasskim, Lwem Alburtem, Aleksandrem Czerninem, Victorem Friasem i Michaelem Rohdem) w turnieju U.S. Open Championship, rozegranym w Somerset, w 1987 podzielił I m. (wspólnie z Murrayem Chandlerem) w otwartym turnieju Lloyds Bank International Open Tournament w Londynie, w 1988 odniósł największy sukces w karierze, zdobywając tytuł indywidualnego mistrza Stanów Zjednoczonych, natomiast w 1989 podzielił II m. (za Ľubomírem Ftáčnikiem, wspólnie z Johnem van der Wielem i Ulfem Anderssonem) w kołowym turnieju w Haninge. Od 1990 nie uczestniczy w turniejach klasyfikowanych przez Międzynarodową Federację Szachową.
Najwyższy ranking w karierze osiągnął 1 lipca 1989, z wynikiem 2575 punktów dzielił wówczas 38-40. miejsce na światowej liście FIDE, jednocześnie zajmując 4. miejsce wśród amerykańskich szachistów.
Aktualnie pracuje jako prawnik.